# Thái Nguyên Vương thị

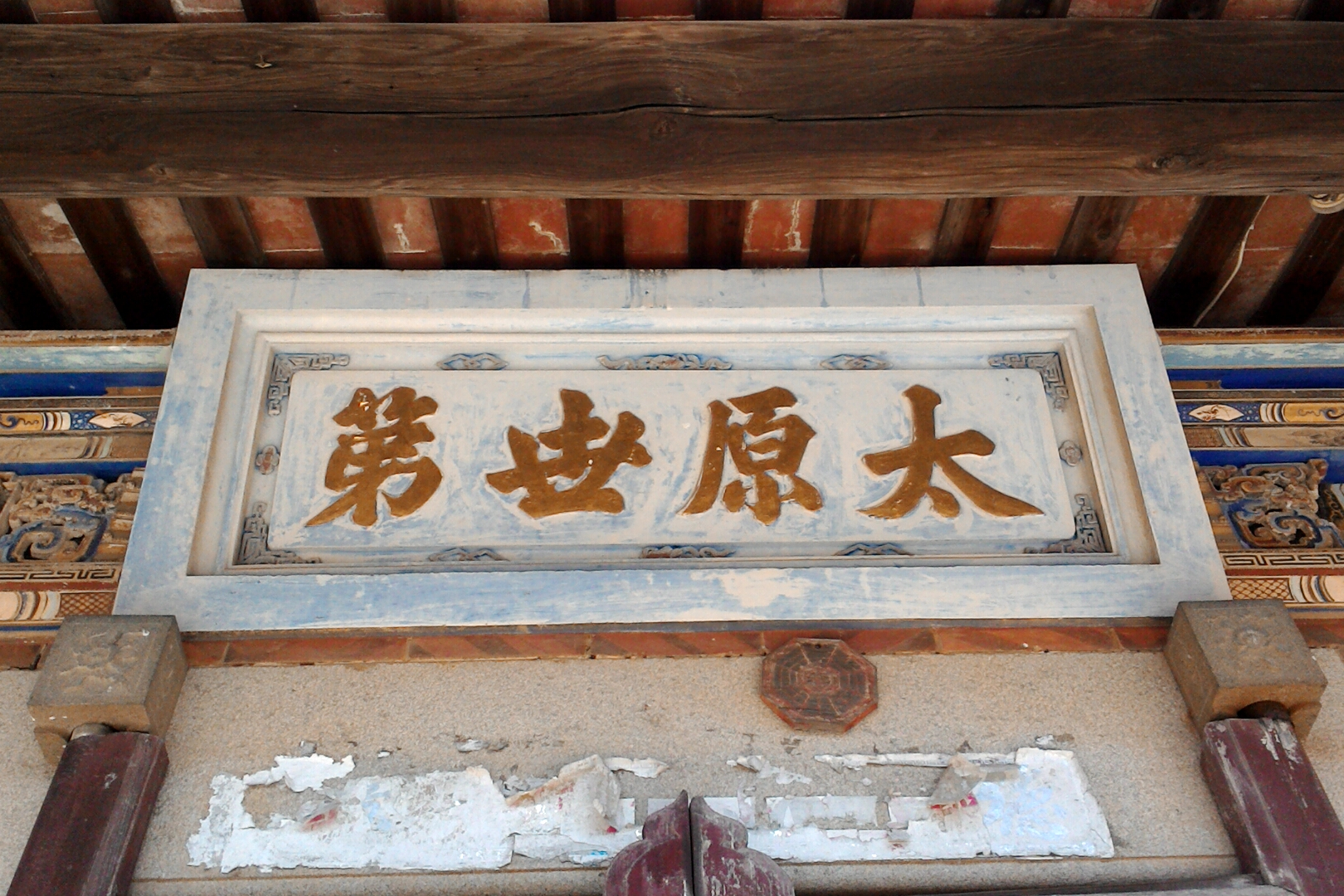
Bảng [Thái Nguyên thế đệ] của nhà họ Vương ở trấn Kim Sa.

Thái Nguyên Vương thị (chữ Hán: 太原王氏) là một trong các Sĩ tộc trong lịch sử Trung Quốc, bắt nguồn từ quận Thái Nguyên của tỉnh Sơn Tây. Gia tộc này từ thời Tào Ngụy và Tây Tấn cho tới thời nhà Đường đều vô cùng hiển hách, cùng Lũng Tây Lý thị, Triệu Quận Lý thị, Thanh Hà Thôi thị, Bác Lăng Thôi thị, Phạm Dương Lô thị và Huỳnh Dương Trịnh thị được liệt vào [Thất tính Thập gia; 七姓十家] - những danh gia sĩ tộc nổi tiếng.
Thái Nguyên Vương thị bắt đầu từ Đại tướng Vương Tiễn thời Tần Thủy Hoàng. Cháu của Vương Tiễn là Vương Ly (王離) sau này mất trong trận Cự Lộc. Con trai lớn của Vương Ly là [Vương Nguyên; 王元] ([Vương Cát; (王吉]?) vì tránh loạn cuối thời Tần, đưa gia tộc tránh đến Lang Tà, là tổ tiên của Lang Tà Vương thị. Em trai của Vương Nguyên là Vương Uy là tổ tiên của Thái Nguyên Vương thị.
Từ thời Tấn đến thời Đường, hoàng tộc của các triều đại vì củng cố và muốn nâng cao địa vị, nhiều lần cùng Thái Nguyên Vương thị kết thân, hoặc là gả công chúa cho, hoặc là cưới phi lập hậu. Nhân vật đại biểu của Thái Nguyên Vương thị có: Vương Doãn, Vương Duy và Vương Chi Hoán.

## Tộc phổ
- Vương Nhu[1], Hộ Hung Nô trung lang tướng, Nhạn Môn thái thú thời Đông Hán
- Vương Trạch[1], Đại Quận thái thú thời Đông Hán
  - Vương Ki, con Vương Nhu, Đông Quận thái thú thời Tào Ngụy
    - Vương Mặc[2], con Vương Ki
    - Vương Trầm[2], con Vương Ki, nhân vật chính trị thời Tây Tấn
      - Vương Tuấn, con Vương Trầm, Tướng lĩnh địa phương thời cuối Tây Tấn đầu thời Thập Lục Quốc.
        - Vương Trụ, con Vương Tuấn
        - Vương Duệ, con Vương Tuấn

  - Vương Sưởng[1][3], con Vương Trạch, Ngụy Tư Không.
    - Vương Hồn[2][4], con Vương Sưởng, tướng quan trọng thời Tào Ngụy và Tây Tấn, từng tham dự chiến tranh Tấn - Ngô, thời Tây Tấn chức quan Tư Đồ
      - Vương Thượng[5][6], con Vương Hồn, Vương Hồn đánh lùi Tiết Oánh, nhờ cha mà được phong làm Quan Nội hầu, mất sớm.
      - Vương Tể[6][7], con Vương Hồn, thích xa xỉ, làm Thị trung thời Tây Tấn
        - Vương Trác[8], con Vương Tể (thứ trường tử), Cấp sự trung
        - Vương Duật[8], con Vương Tể (thứ thứ tử), do cưới công chúa được phong Mẫn Dương hầu

      - Vương Rừng[8], con Vương Hồn, nhờ cha được phong làm Đình hầu, có tài văn thơ
      - Vương Vấn[8], con Vương Hồn, có tài văn thơ

    - Vương Thâm[2][4], con Vương Sưởng, Thứ sử Ký Châu
    - Vương Trạm[4], con Vương Sưởng, Thái thú Nhữ Nam
      - Vương Thừa[4], con Vương Trạm, Nội sử nước Đông Hải
        - Vương Thuật[4], con Vương Thừa, Thượng thư lệnh, Vệ tướng quân
          - Vương Thản Chi[4][9], con Vương Thuật, Bắc Trung lang tướng, Từ Duyện hai châu thứ sử, thời Đông Tấn
            - Vương Khải[10][11], con Vương Thản Chi, quan tới Đan dương duẫn
            - Vương Du (? - Ngày 30-3-404)[10][12], tự Mậu Hòa, con Vương Thản Chi, quan chí Thượng thư tả bộc xạ, bởi vì mưu khởi binh tập kích Lưu Dụ mà bị tru sát. (Khi đó Lưu Dụ lãnh đạo nghĩa binh thảo phạt Hoàn Huyền)
              - Vương Tuy[13][14][15], con Vương Du, quan tới Kinh Châu thứ sử, cùng Vương Mật, Hoàn Dật và phụ thân bị Lưu Dụ tru sát
              - Vương Nạp[15], con Vương Du
              - Vương Tập[16], con Vương Du, Tán kỵ thị lang
                - Vương Tuệ Long[16][17], con Vương Tập, sau khi cả nhà bị tru sát thì được sư tăng thu nuôi, tránh bị giết hại, sau làm quan thời Bắc Ngụy

            - Vương Quốc Bảo (? - Ngày 29-5-397)[10][18], tự Quốc Bảo, con Vương Thản Chi, sủng thần của Tấn Hiếu Vũ Đế và Tư Mã Đạo Tử, sau Vương Cung (cùng tộc) lấy danh nghĩa "thảo phạt Vương Quốc Bảo" khởi binh, Vương Quốc Bảo bị Tư Mã Đạo Tử tứ tử.
            - Vương Thầm (? - Ngày 18-11-392)[10][19], tự Nguyên Đạt, tiểu tự Phật Đại, con Vương Thản Chi, Đông Tấn Trung thư lệnh, quan chí Kinh Châu thứ sử.
- Vương Đạo Tố, tằng tôn của Vương Trầm, Hiếu Vũ Đế thời Đông Tấn phong làm Bác Lăng công

## Các danh nhân khác
- Vương Doãn, đại thần thời Đông Hán, tham gia diệt Đổng Trác
  - Vương Lăng, cháu gọi Vương Doãn là chú, tướng thời Tào Ngụy
- Vương Ảm[20], quan tới Thượng thư
  - Vương Hữu[20], con Vương Ảm, quan tới Bắc Quân Trung Hầu
    - Vương Nột[20], con Vương Hữu, Tân Cam huyện lệnh.
      - Vương Mông[20], con Vương Nột, danh sĩ thời Đông Tấn, giữ chức Tư đồ tả trường sử
        - Vương Mục Chi[20][21], con gái Vương Mông, Ai Tĩnh hoàng hậu thời Đông Tấn
        - Vương Uẩn[22][23], con Vương Mông, giữ chức Thượng thư tả phó xạ, Tán kỵ thường thị, Hội Kê nội sử, truy tặng Tả quang lộc đại phu
          - Vương Pháp Tuệ[22], cháu gái của Vương Mục Chi, con Vương Uẩn, Hiếu Vũ Định hoàng hậu thời Đông Tấn
          - Vương Cung[23], con Vương Uẩn, Duyện, Thanh hai châu thứ sử.
            - Vương Đàm Hanh[24], con Vương Cung, Cấp sự trung.
- Vương Tùng Niên, Ngự sử trung thừa thời Bắc Tề
- Vương Thiệu, con Vương Tùng Niên, Viên ngoại tán kỵ thị lang thời Tùy, soạn "Tùy thư" 80 quyển, "Tề chí" 20 quyển, "Tề thư" 100 quyển, "Bình tặc ký" 3 quyển.
- Vương Tăng Biện, con của Hữu vệ tướng quân Vương Thần Niệm, lúc nhỏ theo cha đầu phục Nam Lương, một mực đi theo Tương Đông Vương Tiêu Dịch, đảm nhiệm Trung binh tham quân và Trinh nghị phủ ti nghị, sau làm Cánh Lăng thái thú.
  - Vương Ban, con Vương Tăng Biện, lúc Vương Tăng Biện bị Trần Vũ Đế giết, Vương Ban đang ở Kinh Châu, nghe tin ai đau, lập chí báo thù. Bắc Chu Minh Đế phong ông làm Tả thị thượng sĩ. Tùy Văn Đế phái Hàn Cầm Hổ tiến quân Trần triều, Vương Ban rời phủ theo quân Tùy đánh Trần, đêm vượt Trường Giang. Tùy diệt Trần xong, Vương Ban vào đêm đào mộ Nhà Trần, lấy hài cốt đốt cháy thành tro, đem nuốt vào bụng.
  - Vương Ngung, con Vương Tăng Biện, Lễ bộ thị lang thời Tùy.
- Vương hoàng hậu (Đường Cao Tông), thời Đường, sau bị Cao Tông Lý Trị phế và Võ hậu giết
- Vương Duy, Lại bộ lang trung, thời Đường, đồng thời là nhà thơ, họa sĩ, danh sĩ nổi tiếng.
- Vương Phổ, Tể tướng thời Đường
- Vương Tấn, Tể tướng thời Đường, phong làm Tề Quốc công
- Vương Quỳnh, Lại bộ, Binh bộ, Hộ bộ thượng thư thời Minh.